# 北里柴三郎記念館
北里柴三郎記念館（きたざとしばさぶろうきねんかん）は、熊本県阿蘇郡小国町の学びやの里内にある展示施設。北里柴三郎の旧居宅と生家、当時の資料や書籍などがある。一般財団法人学びやの里が管理運営している。

## 概要
1916年（大正5年）、北里柴三郎の「学習と交流」の理念に基づき一部が建設された。1986年に熊本県小国町で始まった地域振興の「学びやの里構想」に、1987年（昭和62年）、北里研究所と北里学園（現在両者は統合）が、北里学園創立25周年記念事業としてこれに協力し北里柴三郎記念館として再生した。「日本が世界に誇る医学者〜北里柴三郎〜の偉業を称え、後世へ伝え」るための施設である。現在は、1995年4月1日に法人化した財団法人学びやの里により管理運営が行われている。周辺には、研修宿泊施設（木魂館）とグランド、食と健康の交流館（北里バラン）などがあり、町民の生活と文化を育む拠点となっている。

## 建物概要
- 北里文庫
- 貴賓館（交流の館。北里柴三郎が帰省した際の居宅）
- 書庫
- 生家の一部（もとは集落にあったが、現敷地内に移築）

- 所在地 - 〒869ー2505 熊本県阿蘇郡小国町大字北里3199
- 開館時間 - 9:30~16:30/年中無休（ただし、12/29～1/3を除く）

### 入館料
大　人：600円(500円)
高校生：450円(400円)
小中学生：350円(300円)
幼　児：無料
＊（　）は20名さま以上の団体料金
＊障害者手帳の交付を受けている方は200円割引

## 交通アクセス
- JR九州豊肥本線阿蘇駅から九州産交バス杖立温泉行に乗車し「ゆうステーション」下車、タクシーで5km。
- 西鉄天神高速バスターミナル・博多バスターミナル高速バス福岡 - 黒川温泉線に乗車し「ゆうステーション」下車、タクシーで5km。
- 九州自動車道熊本インターチェンジから60km、大分自動車道日田インターチェンジから35km。

## 周辺
廃線となった国鉄宮原線の北里駅跡が付近にある。周辺に集落があるものの、水田や畑の広がるのどかな風景である。
- 国道212号
- 国道387号
- 国道442号
- 大分自動車道日田インターチェンジ
- 国道57号
- ゆうステーション

## 関連施設
- 木魂館 - 研修施設
- 北里バラン - 交流促進センター、レストラン
- 博士の湯 - 北里バランの地階 （大人300円）
- 北里研究所 -『北里柴三郎記念室』北里本館1階（東京都港区）